# Pterorhinus woodi
Pterorhinus woodi — вид воробьиных птиц из семейства комичных тимелий.

## Таксономия
Ранее считался конспецифичным с Pterorhinus lanceolatus, но в 2005 году американскими орнитологами Памелой Расмуссен и Джоном Андертоном на основании различий в оперении и песне его было предложено считать отдельным видом. Теперь считается, что два таксона разделились примерно 1.8 млн лет назад. Вид Pterorhinus woodi поместили в восстановленный род Pterorhinus. Международный союз орнитологов согласился с этим предложением.
Подвидов не выделяют.

## Название
Видовой эпитет присвоен в честь лейтенанта Генри Вуди (1872—1940).

## Распространение
Обитают на высоте более 1200 м в горах Лушай в индийском штате Мизорам и через границу в горах Чин в западной части Мьянмы.

## Описание
Длина тела 22.5-26 см. Все тело птицы покрыто прожилками. Клюв от черноватого до рогового. Под клювом — чёрные «усы». Ноги серые.

## Биология
Питаются насекомыми и семенами.